# Жаббаров, Анвар Рузиевич
Анвар Рузиевич Жаббаров (род. 20 июля 1963 в Бухаре) — советский и узбекский футболист и тренер, выступал на позиции вратаря.

## Карьера игрока

### Клубная карьера
Родился в Бухаре. Футбольную карьеру начал в 1981 году в составе клуба Второй лиги СССР «Каршистрой», за который провёл семь матчей. В 1983 году перешёл в другой узбекский клуб Второй лиги «Зарафшан», в котором отыграл четыре сезона. В 1987 году усилил «Касансай». С 1989 по 1990 год защищал цвета «Ешлика», «Нурафшона» и «Пахтакора». В 1991 году перешёл в «Навбахор», за который в Первой лиге СССР дебютировал 6 апреля в проигранном с минимальным счётом выездном поединка первого тура против камышинского «Текстильщика». Анвар вышел на поле в стартовом составе и отыграл весь матч. В футболке «Навбахора» сыграл 24 матча и отметился тремя голами.
После обретения Узбекистаном независимости перешёл в столичный «Пахтакор», в составе которого стал участником первого розыграша Высшей лиги чемпионата страны (30 матчей). Во время зимнего перерыва сезона 1992/93 перешёл в «Кривбасс», в футболке которого дебютировал 20 июня 1993 года в проигранном со счётом 0:2 выездном поединке 30-го тура Высшей лиги против тернопольской «Нивы». Жаббаров вышел на поле на 46-й минуте, заменив Валерия Воробьёва, и пропустил один мяч. Этот поединок оказался для узбекского легионера единственным в футболке криворожан. Следующий сезон начал в «Кривбассе», но ещё в первой его части перешёл в «Навбахор».
С 1994 по 1999 год часто менял клубы, выступал за «Навруз», «Кушон», «Навбахор», «Согдиану», МХСК, «Металлург Бекабад» и «Хорезм». В сезоне 1999/2000 выступал в Индии за «Васко» из Гоа. В 2000 году вернулся в Узбекистан, где провел оставшуюся часть сезона в «Кызылкуме». Был основным вратарём команды. Футбольную карьеру завершил в 2002 году в составе «Сурхана», в футболке которого провёл четыре поединка.

### Карьера в сборной
Вызывался в состав национальной сборной Узбекистана, в форме которой дебютировал 17 июня 1992 года в ничейном (2:2) выездном поединке против Таджикистана. Вышел на поле в стартовом составе и отыграл весь матч. В течение июня-июля 1992 года в футболке сборной страны провёл три товарищеских поединка. В дальнейшем за сборную не выступал.

## Карьера тренера
По завершении карьеры футболиста начал тренерскую деятельность. Сначала работал тренером вратарей в футбольной школе ташкентского «Бунёдкора». В 2009 году тренировал вратарей в казахском клубе «Тараз».